# Problemy Smale'a
Problemy Smale'a – lista 18 problemów matematycznych ułożonych przez Stephena Smale'a w 1998 roku i opublikowana ponownie w 1999.
Smale stworzył listę w odpowiedzi na prośbę Władimira Arnolda, wówczas wiceprezesa Międzynarodowej Unii Matematycznej, który wysłał do kilku matematyków prośbę o stworzenie listy problemów matematycznych na XXI wiek. Arnold inspirował się listą problemów Hilberta, które zostały opublikowane na początku XX wieku i miały znaczący wpływ na rozwój matematyki w tym stuleciu.
Cztery z problemów Smale'a trafiły w roku 2000 na listę problemów milenijnych opublikowaną przez Instytut Claya: Hipoteza Riemanna, hipoteza Poincarego, problem P vs NP oraz istnienie rozwiązań równań Naviera-Stokesa.

## Lista problemów
| Problem | Krótki opis | Aktualny status | Rok rozwiązania |
| ------- | --- | --- | --------------- |
| 1       | Hipoteza Riemanna: część rzeczywista dowolnego nietrywialnego miejsca zerowago funkcji zeta Riemanna wynosi {\displaystyle {\tfrac {1}{2}}} | Problem otwarty. | –               |
| 2       | Hipoteza Poincarego: dowolna domknięta, jednospójna, 3-wymiarowa rozmaitość topologiczna jest homeomorficzna ze sferą 3-wymiarową. | Rozwiązany, udowodniona przez Grigorija Perelmana | 2003            |
| 3       | Problem P vs NP: Czy dla dowolnego problemu obliczeniowego, którego rozwiązanie można zweryfikować w czasie wielomianowym na maszynie Turinga, można je również znaleźć w czasie wielomianowym? | Problem otwarty. | –               |
| 4       | Hipoteza Tau Shuba-Smale'a dotycząca zer całkowitych wielomianu jednej zmiennej | Problem otwarty. | –               |
| 5       | Czy da się rozstrzygnąć czy wielomianowe równanie diofantyczne ƒ(x, y) = 0 (wejście dla algorytmu: ƒ ∈ {\textstyle \mathbb {Z} } [x, y]) ma rozwiązanie całkowite, (x, y), w czasie (2s)c dla pewnej ogólnej stałej c? Innymi słowy, czy ten problem jest rozstrzygalny w czasie wykładniczym? | Problem otwarty. | –               |
| 6       | Czy liczba stanów względnej równowagi w problemie n ciał w mechanice klasycznej jest skończona dla dowolnego wyboru dodatnich liczb rzeczywistych {\displaystyle m_{1},\dots ,m_{n}} będących masami ciał? | Rozwiązany częściowo. Udowodniony dla prawie wszystkich układów pięciu ciał przez A. Albouy oraz V.Kaloshina w 2012. | 2012            |
| 7       | Czy istnieje algorytm na znalezienie zbioru: {\displaystyle (x_{1},...,x_{N})}, takiego, że funkcja: {\displaystyle V_{N}(x)=\sum _{1\leq i<j\leq N}\log {\frac {1}{\\|x_{i}-x_{j}\\|}}} przyjmuje swoje minimum dla rozmieszczenia N punktów na sferze 2 wymiarowej? Jest to powiązane z problemem Thomsona. | Problem otwarty. | –               |
| 8       | Rozszerzenie modelu matematycznego równowagi rynkowej, aby uwzględniał korekty cen. | Gjerstad w 2013 rozszerzył deterministyczny model korekty cen do modelu stochastycznego, który po linearyzacji w punktach równowagi zapewnia autoregresyjne dopasowanie cen stosowane w ekonometrii. Lindgren w 2022 stworzył inny model wykorzystujący programowanie dynamiczne wykorzystujący równania Hamiltona-Jacobiego-Bellmana do dynamiki zmian cen. Na chwilę obecną nie ma powszechnej zgody czy problem można uznać za rozwiązany częściowo lub zamknięty. | 2013? 2022?     |
| 9       | Problem programowania liniowego: znaleźć algorytm, który dla danej macierzy {\displaystyle A\in \mathbb {R} ^{m\cdot n}} i wektora {\displaystyle x\in \mathbb {R} ^{m}} w silnie wielomianowym czasie rozstrzygnie czy istnieje taki {\displaystyle x\in \mathbb {R} ^{n}}, że {\displaystyle Ax\geq b}. | Problem otwarty. | –               |
| 10      | Udowodnić Lemat Pugha o domknięciu dla funkcji z klas gładkości wyższych niż {\displaystyle C^{1}}. | Rozwiązany częściowo. Wersja {\displaystyle C^{\infty }} udowodniona dla dyfeomorfizmów Hamiltona domkniętych powierzchni gładkich w 2016. | 2016            |
| 11      | Czy dynamika jednowymiarowa jest ogólnie hiperboliczna? (a) Czy dowolny zespolony wielomian T może być aproksymowany wielomianami tego samego stopnia o tej własności, że dowolny punkt krytyczny w kolejnych iteracjach zmierza do zlewu? (b) Czy odwzorowanie gładkie {\displaystyle T:[0,1]\rightarrow [0,1]} może być przybliżone odwzorowaniami klasy {\displaystyle C^{r}} które są hiperboliczne dla dowolnego {\displaystyle r>1}? | (a) Problem otwarty. | –               |
| 11      | Czy dynamika jednowymiarowa jest ogólnie hiperboliczna? (a) Czy dowolny zespolony wielomian T może być aproksymowany wielomianami tego samego stopnia o tej własności, że dowolny punkt krytyczny w kolejnych iteracjach zmierza do zlewu? (b) Czy odwzorowanie gładkie {\displaystyle T:[0,1]\rightarrow [0,1]} może być przybliżone odwzorowaniami klasy {\displaystyle C^{r}} które są hiperboliczne dla dowolnego {\displaystyle r>1}? | (b) Rozwiązany, udowodnione przez Kozłovskiego, Shena i van Striena. | 2007            |
| 12      | Dla gładkiej rozmaitości domkniętej {\displaystyle M} i dowolnego {\displaystyle r\geq 1} niech {\displaystyle \mathrm {Diff} ^{r}(M)} będzie grupą topologiczną dyfeomorfizmów klasy {\displaystyle C^{r}} z {\displaystyle M} na nią samą. Biorąc dowolny dyfeomorfizm {\displaystyle A\in \mathrm {Diff} ^{r}(M)}, czy jest możliwe by aproksymować go z dowolną dokładnością za pomocą {\displaystyle T\in \mathrm {Diff} ^{r}(M)} które są przemienne wyłącznie ze swoimi potęgami? Innymi słowy, czy podzbiór dyfeomorfizmów których centralizatory są trywialne jest gęsty w {\displaystyle \mathrm {Diff} ^{r}(M)}? | Rozwiązany częściowo. Christian Bonatti, Sylvain Crovisier oraz Amie Wilkinson udowodnili przypadek dla topologii {\displaystyle C^{1}}. Dla {\displaystyle r\geq 2} problem wciąż nierozwiązany. | 2009            |
| 13      | 16 problem Hilberta: podać opis owali powstających jako rzeczywiste krzywe algebraiczne oraz powstających jako zamknięte cykle dla wielomianowych pól wektorowych na płaszczyźnie rzeczywistej. | Problem otwarty. | –               |
| 14      | Czy atraktor Lorenza przejawia takie własności jak dziwny atraktor? | Rozwiązany, odpowiedź twierdząca. Warwick Tucker podał dowód używając technik komputerowych połączonych z formą normalną. | 2002            |
| 15      | Czy równania Naviera-Stokesa w {\displaystyle \mathbb {R} ^{3}} posiadają jedyne i gładkie rozwiązania, które nie są ograniczone w czasie? | Problem otwarty. | –               |
| 16      | Hipoteza Jakobianowa: jeżeli Jakobian odwzorowania regularnego {\displaystyle F:k^{n}\rightarrow k^{n}} jest niezerową stałą i {\displaystyle k} ma charakterystykę 0, wówczas {\displaystyle F} posiada regularne odwzorowanie odwrotne {\displaystyle G:k^{n}\rightarrow k^{n}}. | Problem otwarty. | –               |
| 17      | Znaleźć algorytm rozwiązujący równania wielomianowe, który dla przeciętnego przypadku wykonuje się w czasie wielomianowym. | Rozwiązany, początkowo przez zaproponowanie algorytmów losowych przez Beltrána i Pardo . Kilkuletnie wysiłki zakończone derandomizacją algorytmu A la Bertan-Pardo i w konsekwencji podaniem w pełni deterministycznego algorytmu spełniającego założenia problemu. | 2008–2016       |
| 18      | Ograniczenia inteligencji (problem dotyczy fundamentalnych kwestii dotyczących inteligencji i uczenia się, zarówno ludzkiej inteligencji jak i uczenia maszynowego). | Różni autorzy twierdzą, że podali rozwiązania tego problemu, wliczając w to argumenty za nieograniczonością ludzkiej inteligencji i ograniczenia dotyczące sztucznej inteligencji bazującej na sieciach neuronowych. Problem może nie być do końca matematyczny. | –               |